# Socijaldemokratska stranka Hrvatske
Socijaldemokratska stranka Hrvatske – SDSH (također Hrvatska socijaldemokratska stranka), kasnije poznata i pod nazivom Socijaldemokrati Hrvatske (SDH), je bila samostalna i demokratska politička organizacija koja je djelovala u Republici Hrvatskoj do travnja 1994. Smatrala se za stranku lijevoga centra.

## Povijest
Poticaj pokretanju stranke bilo je očitovanje javnosti za demokracijom u Hrvatskoj koja je došla do izražaja u prosincu 1989. godine, potpisivanjem peticije za političke slobode i prava čovjeka. 6. prosinca 1989. u Zagrebu je održana javna rasprava o potrebi pokretanja socijaldemokracije u Hrvatskoj. Nakon rasprave utemeljen je Odbor za pokretanje osnivačke skupštine. Osnivačka skupština zbila se 16. prosinca 1989. u Zagrebu, kada je stranka i ustanovljena; izabrana su stranačka tijela, utvrđena programska načela i donijet Statut.
Formirana je prije prvih višestranačkih izbora 1990. godine, a među osnivačima, osim predsjednika Antuna Vujića, bili su i Zvonko Lerotić i Miroslav Tuđman. Pred izbore se priključila centrističkoj Koaliciji narodnog sporazuma i loše prošla na izborima.
U ljeto 1991. njezina dva predstavnika (Bosiljko Mišetić i Zvonimir Baletić) postaju dijelom Vlade demokratskoga jedinstva, ali su nakon toga obojica prešli u HDZ.
Na I. kongresu SDSH koji se održao u Zagrebu 17. ožujka 1991. programska načela su dopunjena i donijete su Programske osnove SDSH.
Stranka je još teži udarac doživjela sljedeće godine na parlamentarnim i predsjedničkim izborima u ljeto 1992. godine. Kampanja, temeljena na borbi protiv bivšega Saveza komunista Hrvatske, za koji su tvrdili da im je transformacijom u SDP ukrao ime, nije ostavila osobit dojam na birače. Njezini kandidati nisu ušli u Sabor, a Vujić je kao predsjednički kandidat završio na zadnjemu mjestu.
Na izborima se SDP pokazao daleko jačim te je SDSH pristala 30. travnja 1994. na ujedinjenje dviju stranaka. Na temelju Deklaracije o ujedinjenju od 30. travnja 1994. SDSH je pristala na spajanje dviju stranaka, pri čemu je Antun Vujić došao na mjesto predsjednika Savjeta SDP-a umjesto Zdravka Tomca.
Kao jednoj od osam društvenih organizacija nadnevka 5. veljače 1990. republički sekretar za pravosuđe i upravu Ivan Fumić uručio je stranci Rješenje o upisu u Registar društvenih organizacija Socijalističke Republike Hrvatske (danas Registar političkih stranaka Republike Hrvatske). Stranka je bila upisanom i u Imenik političkih stranaka registriranih u Republici Hrvatskoj 11. svibnja 1990., a brisana je iz Imenika 22. rujna 1995. godine.

## Programske osnove
Stranka se oslanjala na hrvatske državne tradicije i slobodarska načela demokratskih pučko-frontovskih ustroja u Hrvatskoj iz prve polovice XX. stoljeća, te na moderna europska socijaldemokratska iskustva. Stranka je zastupala socijalne, ekonomske i političke interese širokih društvenih slojeva, na temeljima socijalne države i civilnoga društva, unaprjeđivanja sustava parlamentarne demokracije, te je stranka razvitka suverene i suvremene Hrvatske.

## Ustroj
Stranka je bila ustrojena na podružnice i ogranke (po općinskomu ustroju). Najviše tijelo SDSH bio je Kongres SDSH. Kongres je birao Skupštinu koja je najviše političko tijelo između dva zasjedanja Kongresa. Regionalni odbori postojali su za područja: Bjelovara, Osijeka, Rijeke i Splita, a Gradska skupština SDSH Zagreba ima status regionalnoga odbora. Stranka je temeljem članka 47. Statuta mogla prestati ili prekinuti s radom ako tako odluči više od 3/4 svih članova.

## Program
Za SDSH prava pojedinca i osobne slobode mogu biti ograničene jedino istim takvim pravima drugih. Stranka se zalagala za uspostavljanje ne autoritarnih, ne nasilnih demokratskih odnosa u društvu. Mirotvorstvo kao temeljno načelo u rješavanju problema. Socijaldemokraciju kao poštovanje ljudskih vrjednota, zalaganje za prevlast čovjeka nad društvenom i ekonomskom stihijom, za demokraciju kao način života i sredstvo društvenih promjena, za materijalno blagostanje i socijalnu sigurnost kao preduvjet općega blagostanja ljudi i naroda. Država mora po programskoj osnovici jamčiti i građansku ne poslušnost, ali i ne povrjedivost vlasničkih prava. Socijalna država bez privilegiranih, time i bez zaboravljenih slojeva društva, u kojoj se bogatstvo ne ostvaruje na siromaštvu drugih. Pristupanje Hrvatske i po mogućnosti ostaloga dijela južnoslavenskoga i balkanskoga prostora u Europsku zajednicu, kao savez u kojem ne će biti poništavane različitosti naroda, država, regija i građana. Samo takav europski savez je u stanju rješavati probleme koji već danas nadilaze mogućnosti pojedinih država.

## Tijela Socijaldemokratske stranke Hrvatske
| Funkcija                    | Ime i prezime član(ov)a |
| --------------------------- | --- |
| Predsjednik                 | Antun Vujić |
| Potpredsjednici             | Darinko Kosor, Drago Kastratović, Mladen Mesić |
| Tajnik Predsjedništva       | Dragica Sužnjević |
| Predsjedništvo              | Mirjana Ferić – Vac, Mato Lalić, Željka Antunović, Željko Latković, Nikola Vuković, Vladimir Kirin (Regionalni odbor Bjelovar), Lovorko Barbarić (Regionalni odbor Rijeka), Ivan Karalić (Regionalni odbor Osijek), Vori Lalić (Regionalni odbor Split) |
| Predsjednik Savjeta stranke | Zvonimir Baletić |
| Tajnik Savjeta              | Marin Šarec |
| Savjet                      | Quintino Bassani, Branko Maleš, Damir Lužar, Ivo Rusan, Bogomir Milošević, Desanka Grčić, Miroslav Tuđman, Ante Čović, Vladimir Knapp, Boško Barac, Bogumir Ivko                                                                                        |
| Nadzorni odbor (komisija)   | Marinko Čandrlić, Jadranko Robić, Andrija Ručević, Ivan Stepinac, Juraj Buljeta |
| Sud časti                   | Bogumir Ivko, Saša Paar, Juri Vušković, Djeke Zoltán, Jozo Šantak |
| Saborski zastupnik          | Andrija Buljević |

### Ostali značajniji članovi
- Bosiljko Mišetić

## Pogledajte i
- Socijaldemokratska stranka Hrvatske i Slavonije